# 산카를로 극장

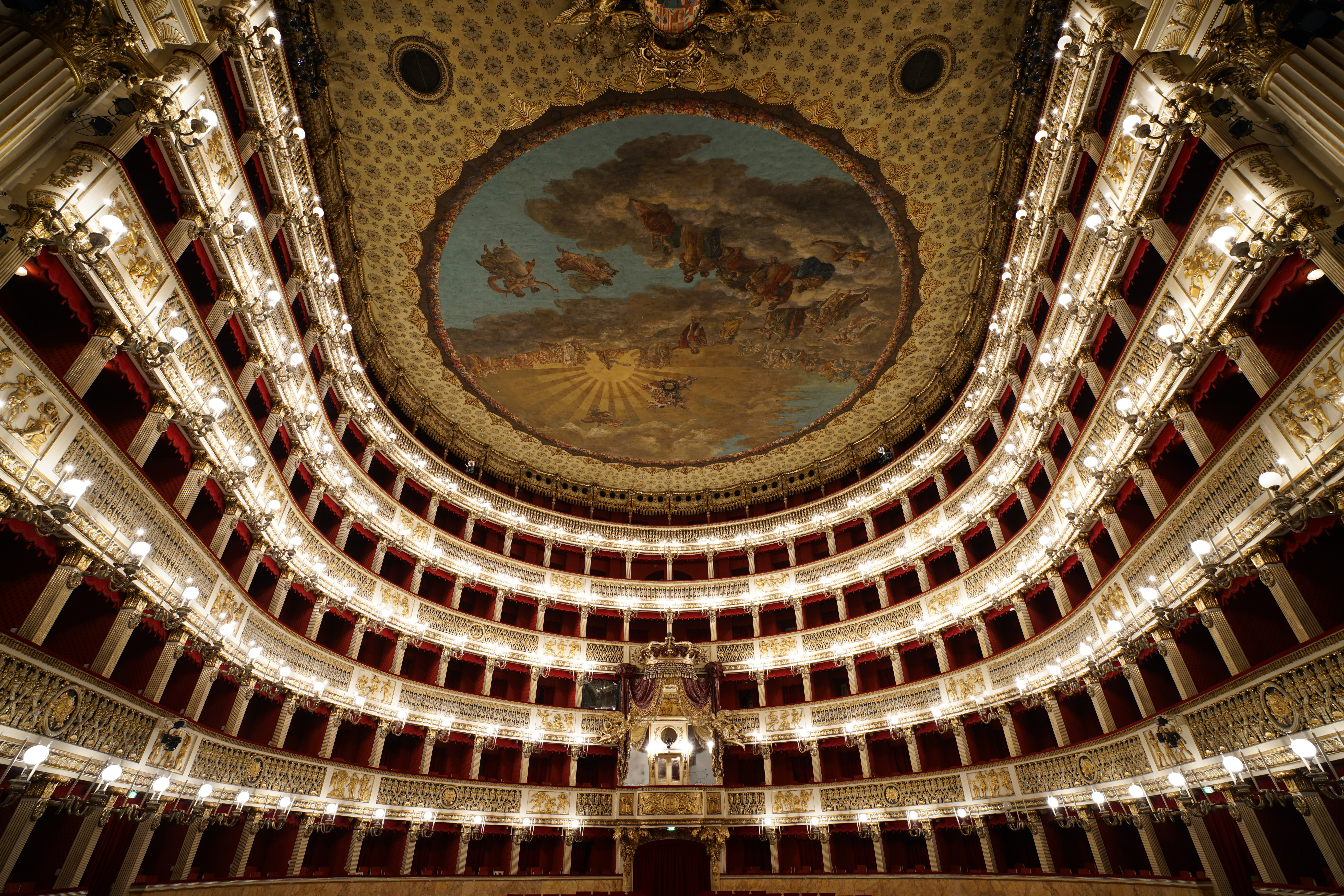
오늘날의 산카를로 극장

산카를로 극장(Teatro di San Carlo)은 스칼라 극장이나 로마 국립가극장과 함께 이탈리아의 대표적인 가극장이다.
장내에는 나폴리 악파의 화려했던 시대를 회상케 하는 당시 거장들의 조각상이 진열되어 한눈에 지난날의 찬란한 역사를 짐작케 한다. 이 곳은 다행히 전란의 피해를 면했으므로 이탈리아의 옛 대극장을 회상하기에 적절하나 나폴리 국왕 카를로 7세의 명령으로 세워진 극장답게 14개의 기둥이 즐비한 정면 현관의 구조는 위풍당당하다. 왕궁에 인접한 이 극장은 호화로운 로열 박스에서부터 6층에 걸친 넓은 관람석 등 찬란한 건축양식이 장관이며 천장의 아폴로가 미네르바에게 유명시인을 소개하는 그림도 아름답다. 1737년 11월 4일 성 카를로 축일에 개장하였으며, 첫 작품으로는 도메니코 사로의 '스키로의 아킬레우스(Achille in Sciro)'가 초연되었다. 그 후 소실되거나 개수하기도 하여 현재는 3,500석을 과시하는 대극장으로서 남유럽에 그 위용을 자랑하고 있다.